# Ел Кондор пада
Ел Кондор пада је био песма-пародија који је Индексово радио-позориште објавило за време НАТО агресије 1999. године. Песма је позната и под називом Ја возим стелта 117а невидљивог.
Тема песме је догађај када је Војска Југославије оборила амерички авион Ф-117 27. марта 1999. године, недалеко од сремског села Буђановци. Песму пева Драгољуб Љубичић Мићко, који имитира пилота обореног авиона.